# Korab (clan)
Korab (Korabczik, Korabiów) was een Poolse heraldische clan (ród herbowy) van middeleeuws Polen en later het Pools-Litouwse Gemenebest. Het clangebied van Korab was verspreid over Kalisz, Posen, Sieradz and Mazovië. Het oudste zegel met het Korab-wapen stamt uit 1299 en het oudste document met een vermelding naar de clan uit 1403.

## Legende
De legende van Korab gaat over de mogelijke oorsprong van de clan, namelijk dat de stichters van Korab met een schip naar Polen zijn gevaren. Binnen deze legende zijn verschillende versies. Eén spreekt over Robert II van Krakau, bisschop van Krakau, die in de 12e eeuw naar Polen is gekomen. Een andere versie over Normandiërs van het geslacht de Lucy, die door Bolesław III van Polen waren uitgenodigd. Een derde versie spreekt over een mogelijk verband met de kruistochten.
De historicus Tadeusz Gajl heeft 443 Poolse Korab clan-families geïdentificeerd.

## Telgen
De clan bracht de volgende bekende telgen voort:
- Łaski
  - Jan Łaski, primaat van Polen
  - Johannes a Lasco, theoloog en hervormer
  - Hieronymus Łaski, diplomaat en palatijn
- Jan Radlica, bisschop
- Jakub Zadzik, bisschop
- Janisław I, aartsbisschop
- Jacques Hnizdovsky, kunstenaar
- Ludomił Rayski, brigadegeneraal

## Variaties op het wapen van Korab

Wapen van Dąbrowo-Korab
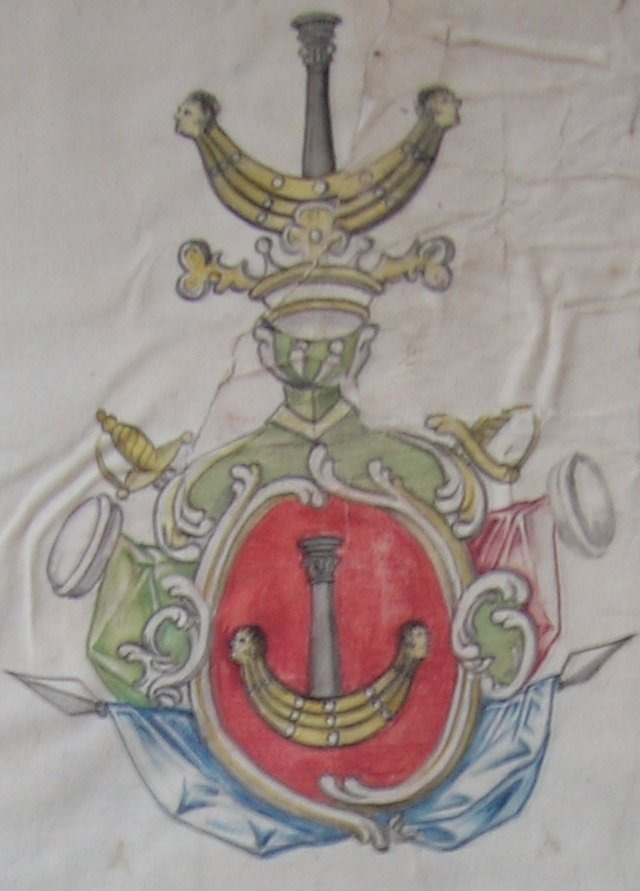
Variant op Korab, 1797
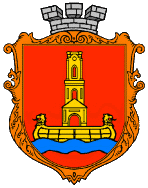
Wapen van de stad Korets